# トマス・キャンベル

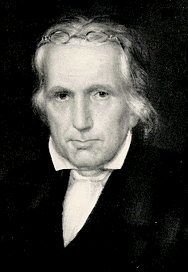
トマス・キャンベル

トマス・キャンベル（Thomas Campbell、1763年2月1日 - 1854年1月4日）は、アイルランドおよびアメリカの牧師、伝道師、農場経営者である。ディサイプルス教会の指導者として、アメリカで起こった第二次大覚醒において高名な改革者となった。

## 生涯

### 誕生からアメリカへの移住まで
1763年、アイルランド王国北部、アルスターのダウン県に生まれ、1786年にグラスゴー大学を卒業し、長老派教会の牧師となった。1807年、トマスはアメリカのケンタッキー州に移住ののち、フィラデルフィアで開催された教会会議を経て、ペンシルベニア州西部に牧師として派遣された。

### ワシントン・クリスチャン協会の設立
やがてトマスはキリスト教徒のうちの、教会分派の現状に心を痛め始めた。そのきっかけとしては、母国の長老派教会が、他教派の会員に聖餐式を施すことを禁止する規則を作り、アメリカの教会においても規則に従うよう、求めてきたことも影響していた。そこでトマスは自身と異なる教派の信者たちを、自らの聖餐式に受け入れるなどして、行動を起こし始めた。当時異例のこの聖餐のあり方については、トマスが所属する団体から敵対的な態度を招き、トマスも自らの行いが聖書の教えと一致していると弁明したため、団体から脱退勧告をくらうはめになった。またトマスはカルヴァン主義への疑問も抱いていた。
しかし、組織から脱退したトマスの考えを支持するキリスト教徒たちも現れ、1809年、トマスは「聖書が語るところで私たちは語り、聖書が黙するところで私たちもまた黙する」という原則のもと、支持者とともにワシントン・クリスチャン協会を設立し、『ワシントン・クリスチャン協会の宣言および提言』を発表した。トマスは宣言文書内で「何びとも兄弟からさばかれることはできず、また何びとも兄弟をさばくことはできない。人はみな、何よりも自分で自分をさばくべきで、自己を神の前に弁明しなければならない。各人はみな神のことばに縛られているのであって、神のことばの人間的解釈に縛られているのではない。」と訴え、「教会は聖書に帰らなければならない。イエス・キリストの教会は一つである」と主張した。

### 息子との再会
一方、時を同じくして、トマスの息子アレグザンダーも北アイルランドで、トマスと同じ問題に悩んでいた。父と同じく長老派教会の牧師となったアレグザンダーも、教会が信徒を教派の名のもとに支配する現状に苦悩した。アレグザンダーは聖餐式を自主的に行わないことにし、しばらく悶々とした日々を過ごしたが、父のいるアメリカへ移住することで、事実上、長老派教会から離れる決意をした。
トマスとアレグザンダーは、それぞれ別々に同じ疑問を抱き、それぞれ長老派教会から離脱することとなったが、互いが同じ状況に陥っていることについて、アメリカの地で再会するまで知らなかった。アレグザンダーは父がまとめた『ワシントン・クリスチャン協会の宣言および提言』を読み、今後の伝道のビジョンを明確にした。
その後、トマスはワシントン・クリスチャン協会が新たな教派に発展することを恐れ、協会の会員が長老派教会のうちで信徒としての交わりを得られるよう、1810年に長老派の教会団体あてに申請を出したが、団体はトマスの申請を却下し、協会が行ってきた活動自体も激しく批判した。こうして既成の教会団体から敵意を向けられた、トマスらのワシントン・クリスチャン協会は、自らが信ずるところの聖書に基づく教会を、自分たちで作らなければならないという決断を下すこととなった。しかし、「協会が教会に変化したとしても、いかなる教派にも属さず、聖書（特に新約聖書）に則った教会を作ることで、信徒は一致に至るはずだ」というトマスらの信念は揺るがなかった。また、トマスはこのころから農場経営を始めた。一方アレグザンダーも1811年に結婚し、妻の父が経営する農場で働き始めた。トマスとアレグザンダーはそれぞれ別の土地で、新たな職を手にすることとなった。

### ブラッシュラン教会の設立
1811年、トマスらのワシントン・クリスチャン協会のメンバーは、ブラッシュランと呼ばれた小川の近くにブラッシュラン教会を設立した。ブラッシュラン教会においては、牧師と平信徒の区別は存在せず、長老、執事、伝道者などの役職を信徒のうちから選んだ。なお、この教会運営のあり方は、後のディサイプルス教会発足時にも引き継がれた。
しかしながら、ブラッシュラン教会は信徒間の意見の相違を、メンバーのお互いの寛容さで乗り越えてきたが、やがて幼児洗礼の是非に関する議論が発生することとなった。教会設立当初は、希望者にのみ、トマスやアレグザンダーが浸礼による洗礼を行っていたが、アレグザンダーに子供が誕生したことをきっかけに、幼児洗礼が聖書的に正しいのかどうか判断をすることとなった。そしてトマスやアレグザンダーらの判断の結果、1812年、信仰を告白した者への浸礼のみが洗礼として有効であるという意思統一を教会内で行った。この洗礼問題における意思統一は、ブラッシュラン教会周辺のバプテスト教会に歓迎され、1815年にはバプテスト教会連合体（通称「レッドストーン」）との協力関係を結んだ。
しかし実際のところ、ブラッシュラン教会の信徒たちにとっては、バプテスト教会が制定している信仰告白を受け入れることもできなかったし、ブラッシュラン教会自らの独立的立場を脅かされることを大いに危惧していた。諸教会・信徒の一致を掲げること、そしてあらゆる人間的な教義は受け入れないこと、を条件にバプテスト教会連合「レッドストーン」へ協力することを決めたものの、1816年にアレグザンダーがバプテスト教会連合の会議で演説した内容（「律法の終焉」、「旧約ではなく新約を重視すべきこと」など）がバプテストの各教会から猛烈な批判を受けたことをきっかけに、トマスらは1824年には協力関係を解消することを決断する。

### ディサイプルスの結成
ブラッシュラン教会がバプテスト教会連合「レッドストーン」から分離した1824年、トマスは今度はマホニング・バプテスト連合の指導者ウォルター・スコットと協力関係を結び、さらには1832年にはバートン・ストーンの信徒グループと合同し、ディサイプルスを結成した。ディサイプルスの誕生前後にかけての一連の運動は現在、「聖書復帰運動」（または「バートン・キャンベル運動」）として知られている。トマスは息子のアレグザンダーほど急進的な運動家ではなかったので、アレグザンダーの補佐役として、運動を安定的に発展させる影響をもたらした。